# Mélissande Llorens
Pour les articles homonymes, voir Llorens (homonymie).

a Compétitions nationales et continentales officielles uniquement.

b Matchs officiels uniquement.
Dernière mise à jour le 20 avril 2024.
Mélissande Llorens (Mélissande Llorens Vigneres à partir de 2025) est une joueuse internationale française de rugby à XV née le 18 juin 2002. Elle évolue au poste d'ailier à Blagnac rugby féminin ainsi qu'en équipe de France.

## Biographie
Mélissande Llorens débute le rugby à l'âge de 12 ans au sein de l'école de rugby du Rugby Côte Sud Landes, en tant que licenciée du club de Capbreton Hossegor Rugby. Elle intègre en 2017 le pôle espoirs de Toulouse mais évolue en parallèle sous le maillot de l'AS Bayonne le week-end, dans sa région d'origine. Après une saison, elle se recentre géographiquement autour de son lieu d'étude et intègre l'équipe de cadettes du Blagnac rugby féminin,. En parallèle elle poursuit des études d'infirmière au CHU de Toulouse.
Elle est sélectionnée pour la première fois en équipe de France le 6 novembre 2021, pour un match contre l'Afrique du Sud remporté 46 à 3. Entrée à la 68e minute, elle marque quatre minutes plus tard un essai qui sera élu « essai de l'année 2021 » lors d'une consultation organisée par la Fédération française de rugby,.
Le 2 avril 2022, elle débute pour la première fois un match sous le maillot des Bleues, contre l'Irlande,.
En 2022, elle est sélectionnée par Thomas Darracq pour disputer la Coupe du monde de rugby à XV en Nouvelle-Zélande.

## Statistiques

### Internationales
| Année | Compétition    | Matchs | Points | Essais |
| ----- | -------------- | ------ | ------ | ------ |
| 2021  | Test match     | 1      | 5      | 1      |
| 2022  | Six Nations    | 2      | 5      | 1      |
| 2022  | Test match     | 2      | 5      | 1      |
| 2022  | Coupe du monde | 2      | 5      | 1      |
| 2023  | Six Nations    | 3      | 15     | 3      |
| 2024  | Six Nations    | 1      | 5      | 1      |
| Total | Total          | 11     | 40     | 8      |

| Adversaire     | Matchs joués | Victoires | Défaites | Nuls | Essais | Points | % de victoire |
| -------------- | ------------ | --------- | -------- | ---- | ------ | ------ | ------------- |
| Afrique du Sud | 2            | 2         | 0        | 0    | 1      | 5      | 100           |
| Irlande        | 1            | 1         | 0        | 0    | 1      | 5      | 100           |
| Écosse         | 2            | 2         | 0        | 0    | 1      | 5      | 100           |
| Italie         | 3            | 2         | 1        | 0    | 2      | 10     | 66.7          |
| Fidji          | 1            | 1         | 0        | 0    | 1      | 5      | 100           |
| Pays de Galles | 1            | 1         | 0        | 0    | 2      | 10     | 100           |
| Angleterre     | 1            | 0         | 1        | 0    | 0      | 0      | 0             |
| Total          | 11           | 9         | 2        | 0    | 8      | 40     | 81.8          |

| Numéro | Date             | Lieu                          | Adversaire     | Compétition                          | Résultat | Score |
| ------ | ---------------- | ----------------------------- | -------------- | ------------------------------------ | -------- | ----- |
| 1      | 6 novembre 2021  | Stade de la Rabine, Vannes    | Afrique du Sud | Test match                           | Victoire | 46-3  |
| 2      | 2 avril 2022     | Stade Ernest-Wallon, Toulouse | Irlande        | Tournoi des Six Nations féminin 2022 | Victoire | 40-5  |
| 3      | 9 septembre 2022 | Stadio del rugby, Biella      | Italie         | Test match                           | Défaite  | 26-19 |
| 4      | 22 octobre 2022  | Stade de Semenoff, Whangarei  | Fidji          | Coupe du monde 2021                  | Victoire | 0-44  |
| 5      | 16 avril 2023    | Stade de la Rabine, Vannes    | Écosse         | Tournoi des Six Nations féminin 2023 | Victoire | 55-0  |
| 6      | 23 avril 2023    | Stade des Alpes, Grenoble     | Pays de Galles | Tournoi des Six Nations féminin 2023 | Victoire | 39-14 |
| 7      | 23 avril 2023    | Stade des Alpes, Grenoble     | Pays de Galles | Tournoi des Six Nations féminin 2023 | Victoire | 39-14 |
| 8      | 14 avril 2024    | Stade Jean-Bouin, Paris       | Italie         | Tournoi des Six Nations féminin 2024 | Victoire | 38-15 |

## Palmarès

### En club
- Championne de France cadettes avec Blagnac (2019)[3]
- Vice-championne de France avec Blagnac (2021, 2022 et 2023)

### En équipe nationale
- Championne d'Europe des moins de 18 ans de rugby à sept féminin (2019)[3]
- Coupe du monde de rugby à XV (3e place en 2022)